# Ecliptopera hachijoensis
Ecliptopera hachijoensis är en fjärilsart som beskrevs av Inoue 1954. Ecliptopera hachijoensis ingår i släktet Ecliptopera och familjen mätare. Inga underarter finns listade i Catalogue of Life.